# شوكت سالوموف
شافكات سالوموف (بالإنجليزية: Shavkat Salomov)‏ (مواليد 13 نوفمبر 1985 في طشقند) لاعب كرة قدم أوزبكستاني دولي يجيد اللعب في خط الوسط . يلعب حاليا لصالح نادي بونيودكور الأوزبكستاني منذ 2007 .

## روابط خارجية
- شوكت سالوموف على موقع الاتحاد الدولي (مؤرشف)  (الإنجليزية)
- شوكت سالوموف على موقع قاعدة بيانات كرة القدم.إي يو (الإنجليزية)
- شوكت سالوموف على موقع ناشيونال فوتبول تيمز (الإنجليزية)
- شوكت سالوموف على موقع Soccerway.com (الإنجليزية)
- شوكت سالوموف على موقع عالم كرة القدم.نت (الإنجليزية)